# 两型小檗叉丝壳
两型小檗叉丝壳（学名：Microsphaera berberidis var. dimorpha）是属于白粉菌目白粉菌科叉丝壳属的一种真菌，寄生在小檗属植物上。该种分布于中国。